# Nguyễn Hoa Thịnh
Nguyễn Hoa Thịnh (26 tháng 12 năm 1940 – 21 tháng 5 năm 2022) là một sĩ quan cao cấp của Quân đội Nhân dân Việt Nam, hàm Trung tướng, nguyên Giám đốc Học viện Kỹ thuật Quân sự, Chủ nhiệm Tổng cục Kỹ thuật, Giám đốc Viện Khoa học và Công nghệ Quân sự. Ngoài ra ông còn từng đảm nhiệm Chủ tịch Hội Cơ học Việt Nam, Chủ tịch Hội đồng quản lý Viện Phát triển công nghệ, truyền thông và hỗ trợ cộng đồng. Ông là chuyên gia trong lĩnh vực cơ học vật rắn biến dạng, cơ học kết cấu và cơ học vật liệu composite.

## Cuộc đời
Nguyễn Hoa Thịnh sinh ngày 26 tháng 12 năm 1940 tại thị trấn Ba Đồn, huyện Quảng Trạch, tỉnh Quảng Bình. Năm 1955, ông học Trường Trung học phổ thông Việt Đức tại Hà Nội. Đến năm 1958, ông thi đỗ vào khoa Toán của Trường Đại học Tổng hợp Hà Nội. Sau một thời gian, ông được cử sang học tại Đại học Thanh Hoa, một trong những đại học hàng đầu về kỹ thuật của Trung Quốc. Ông tốt nghiệp loại xuất sắc và được trường giữ lại học thêm một chuyên đề về "biến dạng dẻo kim loại" trong vòng một năm.
Năm 1966, ông về nước và công tác tại trường Đại học Kỹ thuật Quân sự (nay là Học viện Kỹ thuật Quân sự) vừa mới được thành lập, giảng dạy các môn: Sức bền vật liệu, Cơ học môi trường liên tục, Lý thuyết đàn hồi, Lý thuyết tấm và vỏ. Năm 1967, ông được kết nạp vào Đảng Cộng sản Việt Nam. Đến năm 1968, ông trở thành Chủ nhiệm bộ môn Cơ kỹ thuật thuộc khoa Cơ–Điện của Học viện. Ông được cử sang Liên Xô học nghiên cứu sinh tại Trường Đại học Xây dựng Rostov-na-Don vào năm 1971 và bảo vệ thành công luận án Phó tiến sĩ (nay là Tiến sĩ) chuyên ngành "Sức bền vật liệu và Cơ học kết cấu" năm 1975.
Sau khi về nước, ông tiếp tục công tác tại Học viện Kỹ thuật quân sự và đảm nhiệm các chức vụ Phó chủ nhiệm Khoa, Chủ nhiệm Khoa các Khoa học cơ bản. Đến năm 1983, ông tiếp tục sang Liên Xô để nghiên cứu và bảo vệ thành công luận án Tiến sĩ khoa học chuyên ngành Cơ học kết cấu năm 1986. Về nước, ông được bổ nhiệm làm Phó giám đốc Học viện Kỹ thuật Quân sự và trở thành Giám đốc 3 năm sau đó. Trong khoảng thời gian này, ông từng đảm nhiệm Phó Chủ nhiệm Cục Kỹ thuật, Quân khu 1. Năm 1997, ông trở thành Chủ nhiệm Tổng cục Kỹ thuật và đảm nhiệm vị trí này suốt 5 năm trước khi được bổ nhiệm làm Giám đốc Trung tâm Khoa học và Công nghệ Quân sự vào năm 2002.
Ngày 1 tháng 3 năm 2007, ông được nghỉ hưu theo quyết định số 1635/QĐ-TTg của Thủ tướng Chính phủ. Tháng 12 cùng năm, tại Tại Đại hội đại biểu lần thứ VI của Hội Cơ học Việt Nam, ông được bầu làm Chủ tịch. Ngoài ra ông còn làm các công tác kiêm nhiệm khác như: Ủy viên Hội đồng Chính sách Khoa học Công nghệ Quốc gia (từ 1997); Phó Chủ tịch Hội đồng Khoa học Kỹ thuật và Công nghệ quân sự của Bộ Quốc phòng; Chủ tịch Hội Cơ học vật rắn biến dạng; Ủy viên Hội đồng Chức danh Giáo sư ngành; Ủy viên Hội đồng biên tập tạp chí Cơ học, Trung tâm Khoa học Tự nhiên và Công nghệ Quốc gia; Tổng biên tập Tạp chí Khoa học và Kỹ thuật (từ 1993), Chủ tịch Hội đồng biên tập tạp chí kỹ thuật và trang bị (1999–2001), Chủ tịch Hội đồng biên tập tạp chí Nghiên cứu khoa học và công nghệ quân sự (2002–2007).
Ông qua đời tại nhà riêng ở Hà Nội vào ngày 21 tháng 5 năm 2022, hưởng thọ 81 tuổi.

## Tác phẩm

### Sách
- Nguyễn Hoa Thịnh; Nguyễn Đinh Đức (2002). Vật liệu composite cơ học và công nghệ. Hà Nội: Nhà xuất bản Khoa học và kỹ thuật. OCLC 951286870.
- Nguyễn Hoa Thịnh (2005). Kết cấu và tính toán độ bền khí cụ bay. Hà Nội: Nhà xuất bản Khoa học kỹ thuật.
- Vũ Đinh Lai; Lê Quang Minh; Nguyễn Hoa Thịnh; Đào Duy Bích (1991). Cơ học (Tập 3): Phần Cơ học môi trường liên tục. Hà Nội: Đại học và Giáo dục chuyên nghiệp. OCLC 221892393.
- Vũ Đinh Lai; Lê Quang Minh; Nguyễn Hoa Thịnh; Đào Duy Bích (1992). Bài tập cơ học : Phần cơ học môi trường liên tục. Hà Nội: Đại học và Giáo dục chuyên nghiệp. OCLC 221934591.

### Nghiên cứu khoa học
- Luận chứng khoa học kỹ thuật cho một số vấn đề cấp bách về xây dựng công trình và cải tạo môi sinh về quần đảo Trường Sa:[14]
  - Năm hoàn thành: 1995
  - Ngành: Địa chất học
- Cơ sở khoa học cho một số vấn đề tính toán, thiết kế, thẩm định và chẩn đoán kỹ thuật các công trình biển xa bờ:[15]
  - Năm hoàn thành: 2000
  - Ngành: Xây dựng, kiến trúc

## Khen thưởng
- Chức danh:
  - Phó Giáo sư (1984)
  - Giáo sư (1991)
- Danh hiệu: Nhà giáo Nhân dân (1990)
- Huân, huy chương:[16]
  - Huân chương Lomonosov (Liên bang Nga, 2006) về Khoa học công nghệ
  - Huân chương Độc lập hạng Ba
  - Huân chương Chiến công hạng Nhất
  - Huân chương Kháng chiến chống Mỹ hạng Nhất
  - Huân chương Chiến sĩ vẻ vang hạng Nhất, Nhì, Ba
  - Huy chương "Vì sự nghiệp Khoa học và Công nghệ"
  - Huy chương "Vì sự nghiệp giáo dục"

## Lịch sử thụ phong quân hàm
| Năm thụ phong | –      | Tháng 10, 1994 | Tháng 11, 1999 |
| ------------- | ------ | -------------- | -------------- |
| Cấp bậc       | Đại tá | Thiếu tướng    | Trung tướng    |